# Ларри-кабельщик
Дэ́ниель Ло́уренс Уи́тни (англ. Daniel Lawrence Whitney), более известный под сценическим псевдонимом Ла́рри-ка́бельщик (англ. Larry the Cable Guy, род. 17 февраля 1963, Пауни-Сити, Небраска) — американский стэндап-комик, актёр кино и дубляжа и радиоведущий. Получил известность в составе комедийной труппы Blue Collar Comedy Tour и как актёр озвучивания серии мультфильмов «Тачки». Считается одним из самых популярных американских комиков современности.

## Биография
Родился на свиноферме около городка Пауни-Сити, Небраска. Образование получил в баптистском колледже, затем проучился семестр в Университете штата Небраски, но затем был отчислен и решил стать комиком. На протяжении всей своей карьеры выступает под сценическим именем «Ларри-кабельщик» и предстаёт перед зрителями в образе типичного реднека, разговаривающего с сильным южным акцентом (при этом стараясь разговаривать с ним даже вне сцены) и в своих выступлениях часто затрагивая всевозможные острые политические и социальные проблемы. Два альбома с его комедийными выступлениями, Lord, I Apologize (2001) и The Right to Bare Arms (2005), имеют в США золотой сертификат.
Женат, имеет двух детей, владеет собственной фермой. Активно занимается благотворительностью, пожертвовав, например, 5 миллионов долларов детской больнице и регулярно помогая школьному театральному кружку в своём родном городке, где его именем названа одна из улиц.